# Малофеев, Сергей Георгиевич
Сергей Георгиевич Малофеев (бел. Сяргей Георгіевіч Малафееў; 1901, Вильно — 12 апреля 1969, Пэнли) — польский общественно-политический деятель, врач.

## Биография
Из семьи руського госслужащего. Окончил медицинский факультет Вильнюсского университета имени Стефана Батория, один из основателей Белорусского студенческого союза, был его старшиной в 1922—1923 годах.
В 1933 году был главврачом повятовой больницы в Свенцянах и работал там хирургом. В октябре 1939 года после Польского похода РККА арестован, репрессирован и отправлен в ИТЛ под Архангельском. После начала Великой Отечественной войны добился права перейти в состав Армии Андерса, нёс службу в Северной Африке. В 1947 году прибыл в Великобританию, где работал в польском госпитале в Пэнли как помощник хирурга и также как врач на восточных пароходах. После войны отошёл от политики.